# Коараз (Атлантски Пиринеји)
Коараз (фр. Coarraze) насеље је и општина у југозападној Француској у региону Аквитанија, у департману Атлантски Пиринеји која припада префектури По.
По подацима из 2011. године у општини је живело 2104 становника, а густина насељености је износила 141,78 становника/km². Општина се простире на површини од 14,84 km². Налази се на средњој надморској висини од 274 метара (максималној 450 m, а минималној 258 m).

## Демографија
| 1962. | 1968. | 1975. | 1982. | 1990. | 1999. | 2011. |
| ----- | ----- | ----- | ----- | ----- | ----- | ----- |
| 1.720 | 1.940 | 1 949 | 2 202 | 2.047 | 2.068 | 2.104 |

График промене броја становника у току последњих година